# Храм Васкрсења Христовог у Токију
Храм Васкрсења Христовог у Токију (јап. (復活大聖堂 фукацу даисеидо) је резиденција и катедрални храм Јапанске православне цркве, у чијем саставу се налази и једина православна богословија у Јапану. Храм је основао Николај Јапански, који је у тешком времену прогона православних у Јапану, одиграо кључну улогу у опстанку мисије у Јапану, а 1906. године свети Николај прима чин архиепископа Јапанске православне цркве. Храм Васкрсења Христовог је уједно и саборни храм Токијске епархије, једне од три епархије Јапанске православне цркве. Храм је уједно и резиденција поглавара, Јапанске православне цркве, а тренутни поглавар је примас Данил Нуширо митрополит Токијски и цијелог Јапана. Поред саборног храма Васкресења Христовог у Токију, гдје се налази и једина богословија, 2005. године је образован први манастир Јапанске православне цркве, чији настојатељ је постао јеромонах Тројице-Сергијеве лавре Герасим (Шатов).

## Историјат
Године 1884. положен је камен темељац за изградњу Саборне цркве од 890 m квадратних, чија висина би износила 35 m, са звоником од 40 m. Изградња је трајала седам година, по нацртима руског архитекте Шиерпова, а под надзором енглеског архитекте Кондера. Звоно је даривао тадашњи велики кнез и престолонасљедник Николај. Храм се градио на најузвишенијем мјесту у граду у билизини Царског двора. Саборна црква, посвећена светом Васкрсењу Христовом, се прво звала Николајдо, односно Николајев дом. Оригинални храм је претрпио велику штету приликом земљотреса из 1923. године када се комплетан звоник срушио и направио велику штету на остатку храма.

## Богословија
1879. године уз саборни храм у Токију отворена је богословија. Од момента њеног оснивања до данас, предавања се воде искључиво на јапанском језику. Најбољи богословци су ишли у Санкт Петербург у Санкт-Петербуршку духовну академију, а онда се враћали у Јапан као предавачи или свештеници. Број богословаца у Токијској богословији никада није прелазио више од десет.